# ثيراي
ثيراي (/ˈθʊəriaɪ/; (باليونانية: Θούριοι)‏)، تُدعا أيضًا من قبل بعض الكتاب اللاتينين ثيريوم (مقارنة بـ(باليونانية: Θούριον)‏ في البلطمية)، لفترة من الزمن كانت كوبيا وكوبياي أيضًا مدينة ماجنا غراسيا، التي تقع على خليج تارانتو، على بعد مسافة قصيرة من موقع سيباريس (Sybaris)، حيث يمكن اعتبار مكانها. يمكن العثور على أطلال المدينة في منتزه سيباريس الأثري بالقرب من سيباري (Sibari) في مقاطعة كوزنسا، كالابريا، إيطاليا.